# HR Lyrae
Désignations
HR Lyrae (ou Nova Lyrae 1919) était une nova qui survint en 1919 dans la constellation de la Lyre. Elle atteignit une magnitude minimale (correspondant à une luminosité maximale) de 6,5.